# Uzunyayla
L'Uzunyayla est une race de chevaux de selle légers, élevée en Turquie. Comme la plupart des races issues de ce pays, il est d'origine orientale.

## Dénomination
Si Uzunyayla est le nom répertorié dans la base de données DAD-IS, ce cheval est également connu sous les noms de Cerkes Atlar et de Cerkez, soit « cheval circassien ».

## Histoire
Bonnie Lou Hendricks (université de l'Oklahoma) date l'origine de cette race de chevaux à 1854, via une arrivée de chevaux de type Kabardin depuis le Caucase. Cependant, CAB International lui attribue pour ancêtres soit l'Arabe turc, l'Anatolien de l'Est et l'Anatolien, soit le Karabaïr et l'Arabe.
L'Uzunyayla est élevé sans croisement jusque durant les années 1930, puis ses éleveurs l'ont croisé avec des Nonius et des Anatoliens. 
Les amateurs de cette race espèrent établir un registre.

## Description
Il mesure de 1,43  à   1,53 m. La taille moyenne des femelles est de 1,46 m.
Le modèle est léger. Sa tête est grande, pourvue de petits yeux et présente un profil concave. L'encolure est de longueur moyenne. Le garrot est proéminent. Les jambes solides disposent de bonnes articulations, et la corne des sabots du pied est très dure.
Ce cheval dispose de fanons drus, et sa queue pousse jusqu'à une bonne longueur.
La robe typique est le bai.
La race est connue pour ses grandes foulées au galop, mais ne dispose pas d'allures supplémentaires. Sa vitesse de marche au pas est plutôt lente.

## Utilisations
Il sert à la fois de cheval de selle, de cheval de bât, et pour la traction légère. Il est réputé excellent pour l'équitation d'endurance sur longue distance. Il est enfin monté pour le jeu sportif du cirit.

## Diffusion de l'élevage
Il est classé comme race de chevaux locale de la Turquie. La race se trouve dans les provinces de Sivas et Kaysiri, dans le centre-est de la Turquie. En 2003, elle est considérée comme étant en danger d'extinction. Le nombre de sujets en 2007 est d'environ 2 000.